# San Francisco de los Romo (kommun)
San Francisco de los Romo är en kommun i Mexiko.   Den ligger i delstaten Aguascalientes, i den centrala delen av landet, 400 km nordväst om huvudstaden Mexico City. Antalet invånare är 28 832. Arean är 140 kvadratkilometer.
Terrängen i San Francisco de los Romo är lite kuperad.
Följande samhällen finns i San Francisco de los Romo:
- Ex-Viñedos Guadalupe
- Macario J. Gómez Colonia
- Puertecito de la Virgen
- Paseos de la Providencia Fraccionamiento
- Valle de Aguascalientes
- Loretito
- Viñedos Rivier
- Villas de San Felipe
- El Cardonal Fraccionamiento
- La Providencia
- La Casita